# SF Express
SF Express (Group) Co., Ltd. (chiń. 顺丰速运（集团）有限公司; pinyin Shùn fēng sù yùn （jí tuán） yǒu xiàn gōng sī) – chiński operator logistyczny z siedzibą w Shenzhen.
SF Express posiada sieć punktów kurierskich na terenie Chin i w wielu krajach na całym świecie m.in. Hongkong, Makau, Tajwan, USA, Singapur, Korea, Malezja, Japonia, Tajlandia, Wietnam, Australia oraz Indie. SF Express zatrudnia 340 tys. pracowników i dysponuje flotą 16 tys. pojazdów. SF Express posiada swoją własną flotę 19 samolotów do obsługi przesyłek kurierskich wysyłanych na cały świat.